# Erodium meynieri
Erodium meynieri là một loài thực vật có hoa trong họ Mỏ hạc. Loài này được Maire mô tả khoa học đầu tiên năm 1929.